# Аркадия (сад, Казань)
«Арка́дия» — увеселительный сад, находившийся в пригородной зоне Казани и являвшийся популярной у горожан зоной отдыха и развлечений. Существовал в 1895—1917 годах, в 1920-е — 1930-е годы его территория использовалась как пригородная зона пикников и место проведения сабантуев. 

## Территориальное расположение

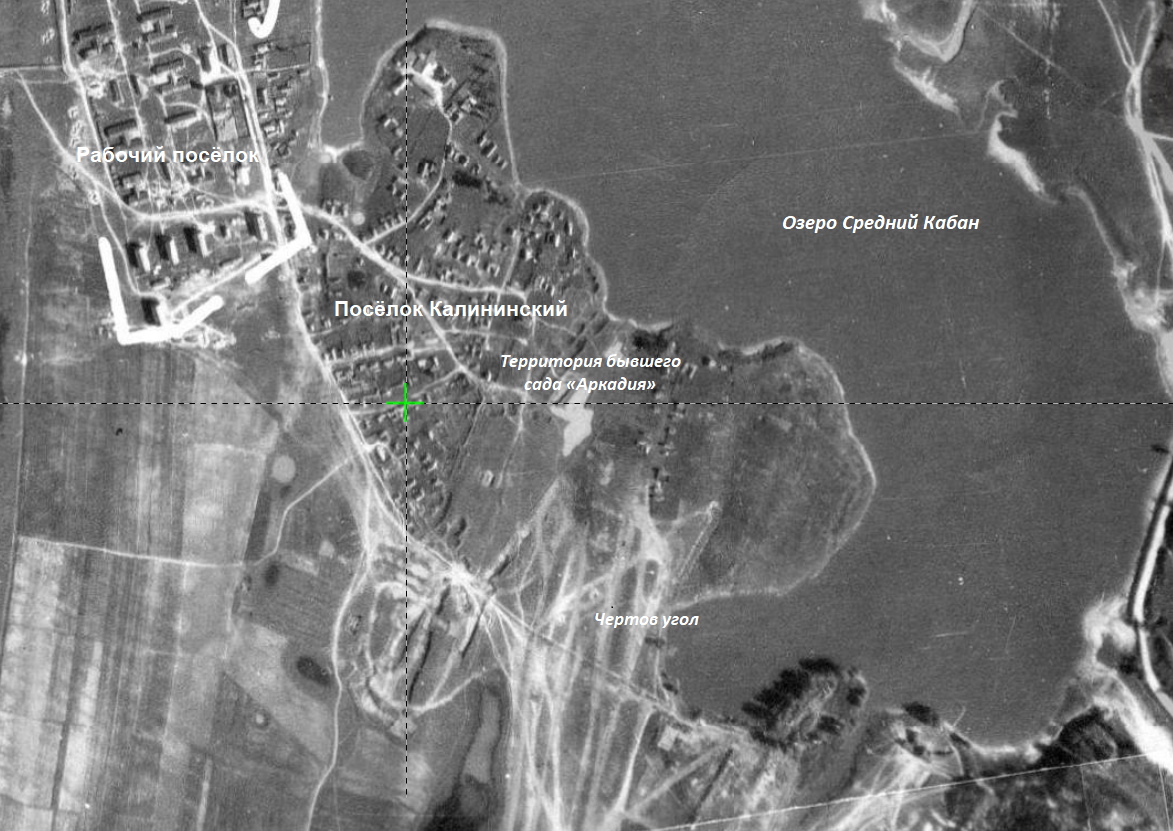
Территория бывшего сада «Аркадия» и Чертов угол на немецкой аэрофотосъёмке 1942 года

Сад «Аркадия» находился в примерно 6 верстах к югу от Казани, на юго-западном берегу озера Средний Кабан, располагаясь в обширной роще, на территории дач Андреевского (бывш. Унжениных). Применительно к современной Казани местом его дислокации является прибрежная зона посёлка Калининский — район улицы Кабанной, Сормовского переулка и прибрежного участка улицы Сормовской.
В непосредственной близости к югу от сада «Аркадия», рядом с дачами Серебрянникова (Серебреникова) находилась ещё одна зона отдыха и развлечений, известная как Чертов угол. Такого названия была удостоена прибрежная местность, которая огибает глубоко вдающийся в сторону суши залив на юго-западной оконечности озера Средний Кабан.
Поскольку сад и Чертов угол находились рядом, они воспринимались как единое целое и иногда фигурировали под общим названием — сад «Аркадия». По этой причине в некоторых краеведческих сочинениях, написанных через много лет после исчезновения сада, его местоположение ошибочно отождествляется с Чертовым углом.
В административном отношении до 1920 года сад «Аркадия» и Чертов угол являлись частью Воскресенской волости Казанского уезда Казанской губернии, в 1920—1927 годах — Воскресенской волости Арского кантона Татарской АССР, с 1927 года — Воскресенского сельсовета Казанского района Татарской АССР. В первой половине 1930-х годов эта местность была включена в состав Казани, ставь частью Сталинского района города. 

## Название
Сад «Аркадия» располагался в довольно живописной местности, представлявшей собой равнинный ландшафт с густой зелёной растительностью в сочетании с водным (озёрным) пространством. Во второй половине XIX века эта территория была привлекательным местом отдыха. Поэтому открытому здесь саду дали название Аркадия, подразумевая под этим идиллическое пространство, где можно вести гармоничную жизнь на фоне живописной природы. 
Что касается местности Чертов угол, то в отношении происхождения данного названия существуют две версии. 
Наиболее распространённым является отождествление Чертова угла с чёртом, то есть «угол чёрта». Историк Николай Загоскин утверждал, что эта местность получила такое название «вследствие имеющейся поблизости весьма значительной глубины озера», иначе говоря, омута — глубокой ямы на дне, где, согласно народным поверьям, черти водятся (как пример, выражение «в тихом омуте черти водятся»). 
Вторая версия происхождения названия Чертов угол является менее распространённой. По мнению составителя справочника-путеводителя по городу Казани 1926 года В. А. Успенского, «своё название Чертов угол получил от фамилии владельца этим участком помещика Чертова». 

## История

### Дореволюционный период (1895—1917 годы)

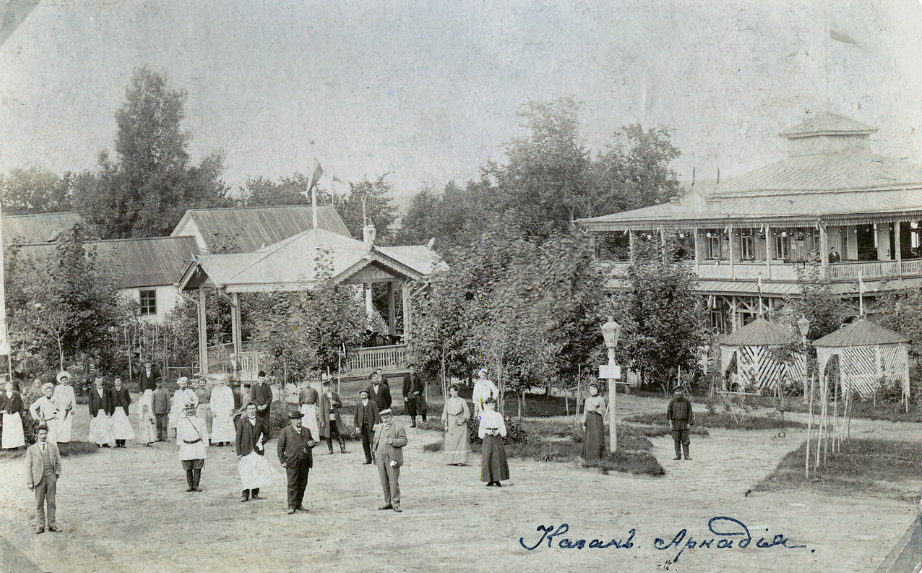
Сад «Аркадия», начало XX века

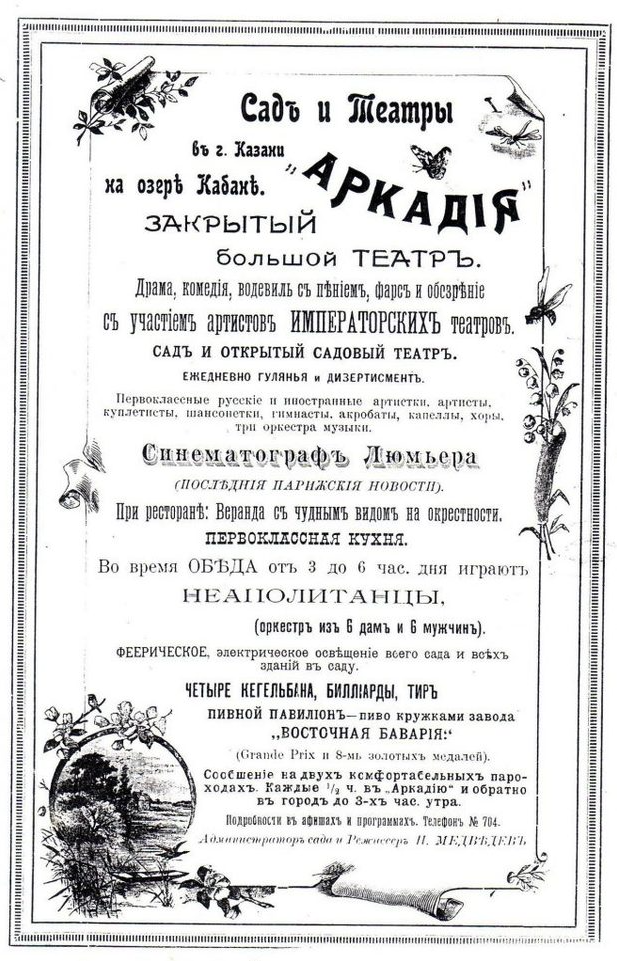
Рекламная афиша сада «Аркадия», конец XIX — начало XX века

Со второй половины 1840-х годов в пригородах Казани начинает развиваться дачная жизнь; в числе прочих мест первые дачи появляются на юго-западной оконечности озера Средний (Дальний) Кабан, в Чертовом углу. Во второй половине XIX века всё юго-западное побережье озера стало превращаться в зону дачного отдыха. В этот же период возникло пароходное сообщение, связавшее Казань по озеру Нижний Кабан с дальними окраинами Среднего Кабана, в том числе с местом расположения дач Андреевского и Серебрянникова. 
Сначала зона отдыха и развлечений возникла у дач Серебрянникова в Чертовом углу. В конце 1870-х годов здесь появились ресторан, кумысолечебница и «прочие места для общественных собраний и увеселений». Впрочем, внешний вид этих заведений оставлял желать лучшего: 

В находящейся здесь роще выстроен небольшой ресторан (вход бесплатный, по праздничным дням музыка, фейерверки и т.п.), с кумысолечебным при нём заведением, с внешней стороны своей оставляющим желать весьма и весьма многого.— Загоскин Н. П.
Рядом с Чертовым углом, на дачах Андреевского также стала формироваться зона общественных гуляний и развлечений. Здесь был выстроен летний театр с обширным залом, а в воскресный день 4 августа 1895 года с большой помпой был открыт загородный сад «Аркадия», в котором «сосредоточивалась концертная и развлекательная деятельность „бесшабашных дачников“». Открыли сад купцы Свешников и Тарасов
Инфраструктура развлечений в «Аркадии» для своего времени была довольно разнообразной. Однако сами развлечения, по выражению казанского краеведа Льва Жаржевского, «не отличались изысканностью, но она там была и не к месту». Помимо летнего театра, в саду также появились закрытый театр, ресторан, имевший веранду «с чудным видом на окрестности», пивной павильон с продажей пива казанского завода «Восточная Бавария», четыре кегельбана, бильярдная, тир, лодочная станция. Публику развлекали три оркестра, также демонстрировался синематограф братьев Люмьер. В закрытом театре давали драму, комедию, водевиль с пением, «фарс и обозрение», в том числе «с участием артистов Императорских театров». В тёмное время суток территория сада и его здания имели «феерическое электрическое освещение». 
Сад «Аркадия» работал с апреля по сентябрь. Эта зона отдыха и развлечений (вместе с Чертовым углом) пользовалась большой популярностью у жителей Казани разных социальных слоёв, причём не только обеспеченных — дворян и купцов, но и представителей более низших сословий. По воспоминаниям певца Фёдора Шаляпина, Чертов угол был местом прогулок, «куда ездили в лодках шумными компаниями студенты, модистки и всяческая молодёжь». 
В 1905 году одна из казанских газет описывала гуляния в «Аркадии» следующим образом: 

На аллеях теснотища. Публика гуляет, перебирая ногами в такт одновременно с грохочущим медью военным оркестром. Из ресторана несутся визг и хохот. Ни одного свободного столика, и всюду графины с водкой, самых разнообразных величин, звон рюмок и стаканов, и вечный пьяный клик: «Человек! Ещё!!!».— газета «Казанское Эхо» (1905)
Наплыв многочисленной и обеспеченной публики привлекал в «Аркадию» и Чертов угол криминальные элементы, в основном воров. В частности, в казанской прессе того времени отмечен факт массового обворовывания публики в день открытия сада в 1895 году: 

На открытии сада «Аркадия» была обворована масса посетителей. У многих исчезли часы, бумажники, кошельки, цепочки. У госпожи Аскерольд увели даже любимицу-болонку. Во вторник ювелирный магазин Климова в «Пассаже» продал одних только часов на 700 рублей, покупатели были все лица, обобранные на открытии сада.— газета «Казанское Эхо» (1895)
После купцов Свешникова и Тарасова, открывших «Аркадию», содержателем сада стал Бородянский. При нём «Аркадия» пришла в упадок и в июле 1909 года была закрыта. После этого сад перешёл к владельцу пивоваренного завода «Восточная Бавария» О. Э. Петцольду, при котором возродился и вновь стал популярным местом отдыха и развлечений. Такая ситуация сохранялась все последующие годы вплоть до начала революционных событий, нарушивших прежний уклад жизни. В результате к лету 1917 года рестораны и развлекательные заведения в саду «Аркадия» и Чертовом углу закрылись и в привычном виде эта зона отдыха прекратила существование.

### Советский период (1920-е — 1930-е годы)

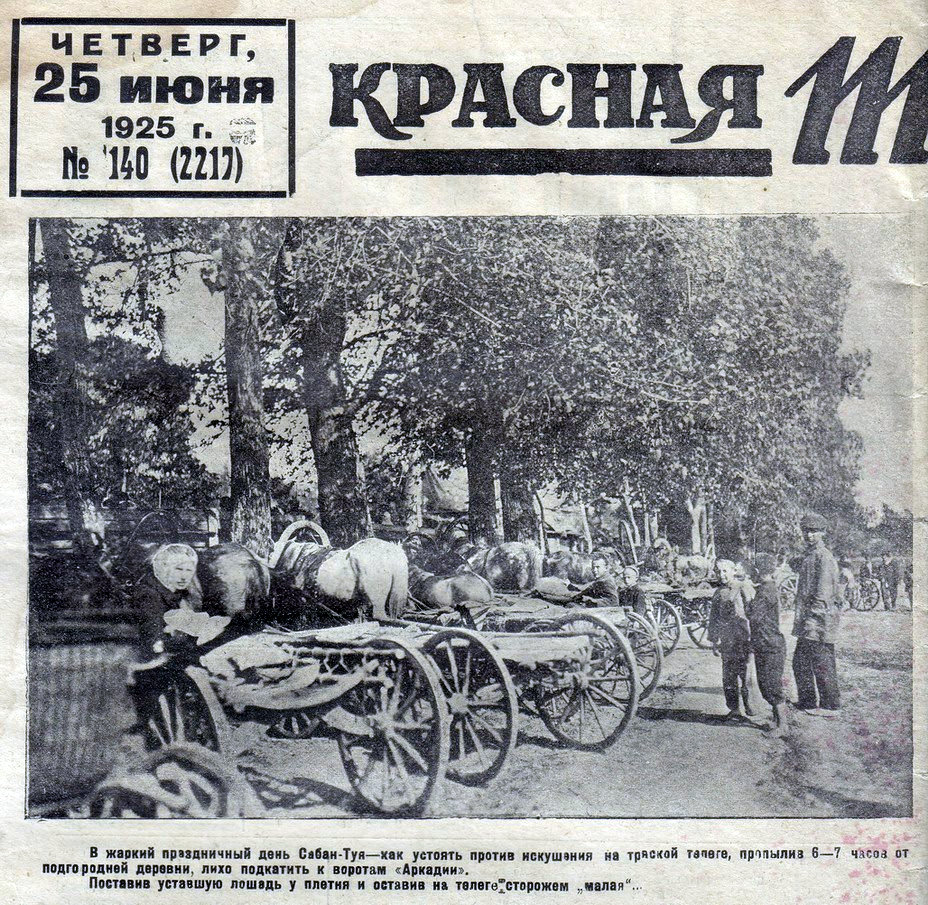
Телеги сельских жителей у ворот сада «Аркадия», приехавших на празднование Сабантуя, 1925 год

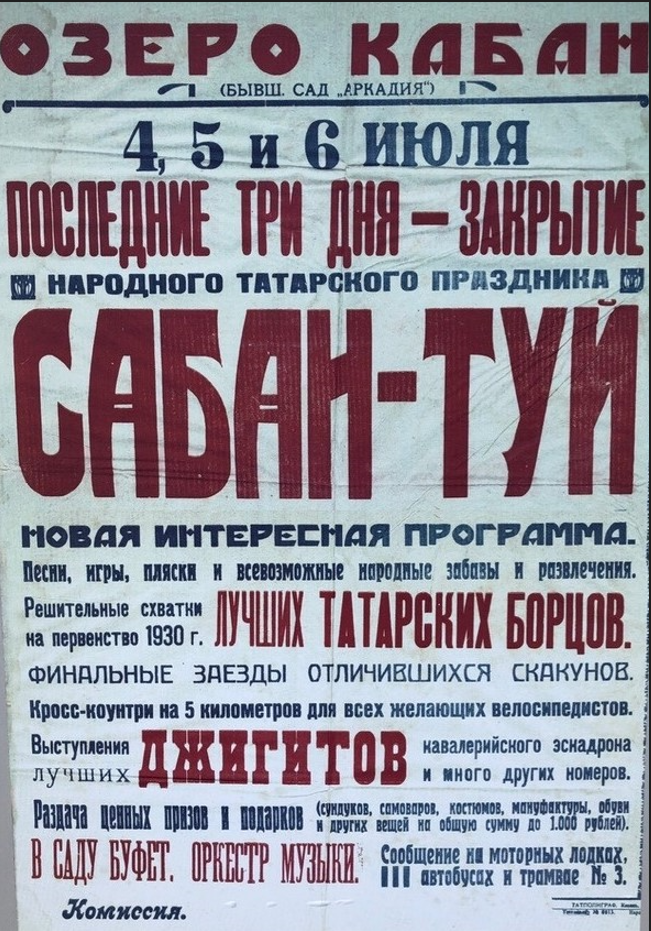
Афиша Сабантуя в саду «Аркадия», 1930 год

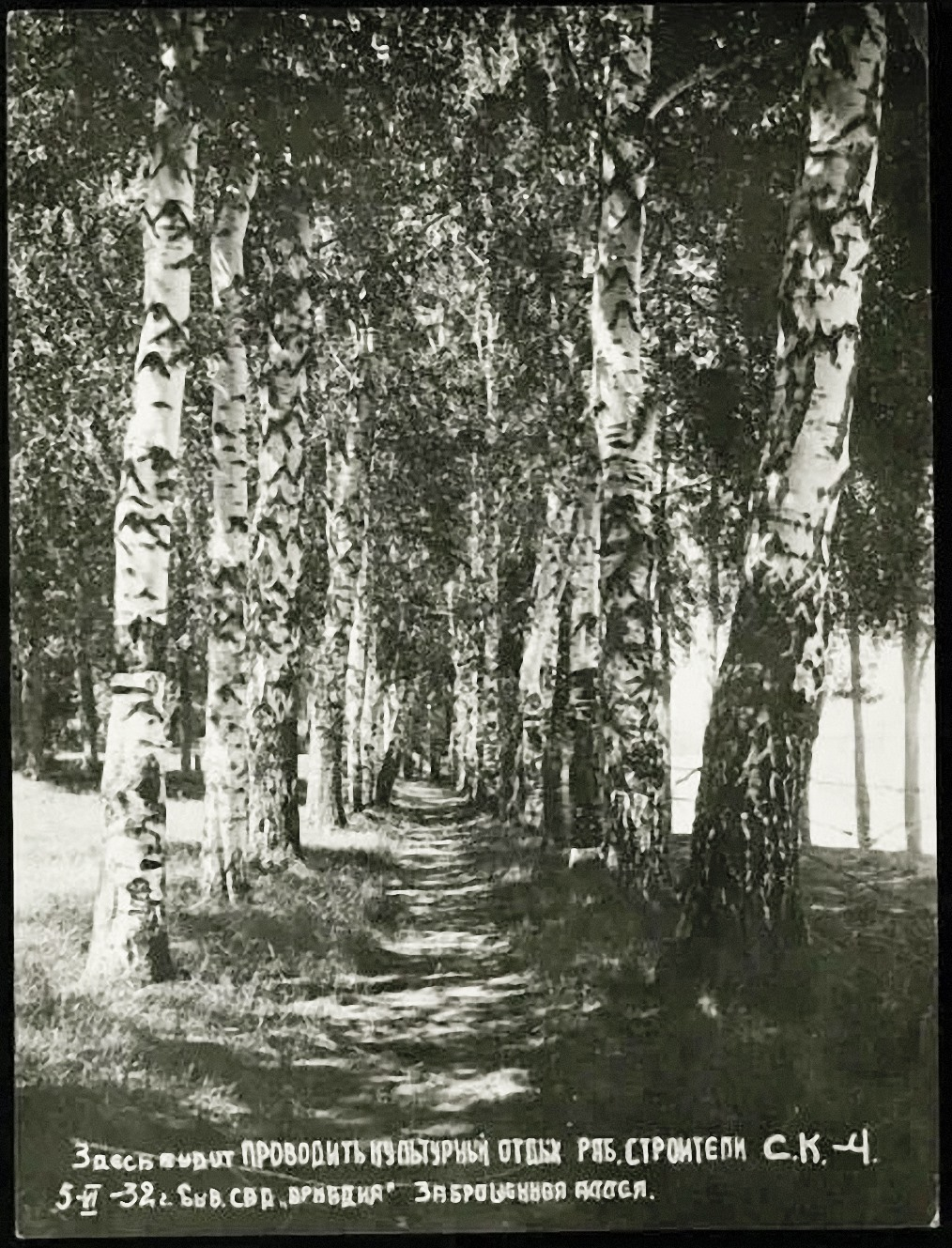
Заброшенная аллея бывшего сада «Аркадия», 1932 год

По окончании Гражданской войны началось постепенное налаживание мирной жизни. Новая большевистская власть проявляла стремление возродить традицию отдыха в садах и парках Казани и окрестностей, но с акцентом на интересы трудящихся.
В этих условиях, с восстановлением пассажирского водного сообщения по озёрам Нижний и Средний Кабан, вновь становятся популярными выезды казанцев в сад «Аркадия» и Чертов угол. Только теперь эта зона отдыха и развлечений утратила прежний буржуазный характер. Здесь уже не было ни ресторанов, ни театров, а отдых в основном сводился к проведению однодневных пикников на природе или более длительному проживанию на соседних дачах. 

В 6 верстах от города по левому берегу озера Средний Кабан раскинут сад Аркадия, служивший в прежнее время местом гуляния буржуазии: там был ресторан и открытая сцена. В настоящее время сад Аркадия служит местом отдыха — пикников трудящихся.— Успенский В. А.
Впрочем, в 1920-е — 1930-е годы территория сада «Аркадия» получила определённый статус как место проведения ежегодных казанских сабантуев (согласно правилам русской орфографии тех лет название данного праздника принято было писать через дефис — сабан-туй). 
Есть сведения, что татары проводили в «Аркадии» сабантуй и в дореволюционный период, в частности, в 1916 году (об этом упоминала казанская газета «Камско-Волжская речь» от 1 июня 1916 года). 
В советский период первый сабантуй в «Аркадии» был проведён, по одним данным, в 1918 году, по другим — в 1923 году. Именно под проведение сабантуев здесь были построены в форме амфитеатра трибуны, окаймляющие майдан — центральное место праздника. 
Изначально сабантуй (праздник плуга) традиционно проводился весной перед началом пахотных работ. Но в начале 1920-х годов в Казани его стали проводить в конце июня, приурочив к годовщине образования Татарской АССР (25 июня 1920 года), чтобы придать новому советскому празднику национальный (татарский) колорит. Более того, так как сабантуй длился несколько дней, его проведение могло охватывать и июль. В 1920-е годы продолжительность этого праздника в саду «Аркадия» составляла 10—15 дней, но в 1930 году сабантуй открылся 15 июня, а его закрытие шло в течение трёх дней — 4, 5 и 6 июля.
Программа празднования сабантуя в саду «Аркадия» была разнообразной и включала в себя, как традиционные татарские народные игры, так и военно-спортивные дисциплины, имевшие не только соревновательный, но и демонстрационный характер — велосипедные (кросс-кантри) и лодочные гонки, «морские бои» на озере Средний Кабан, борьба-куреш, конные скачки, джигитовка и др. Отдельно проводились состязания среди детей («детский Сабантуй»). По этой причине неофициально сабантуй в «Аркадии» называли народной олимпиадой, победителям которой вручали разнообразные призы, имевшие ценность в быту — сундуки, самовары, ткани, костюмы, обувь и др.
На время проведения сабантуев в саду «Аркадия» открывалась торговля и места общественного питания, но качество этих услуг оставляло желать лучшего. Один из участников сабантуя 1930 года жаловался в газету «Красная Татария»:  

…о питании в буфетах зря рекламировали — там их нет. Атакованные солидной толпой два киоска, в которых, кстати сказать, кроме колбасы ничего не было, при всем желании не могли заменить буфет… 
Но что не потеряло ни качества, ни количества, так это продажа вина и пива. 
Сад «Аркадия» — царство пьяных: пьяные компании заняли все столы, рассыпались за пределы сада. Удивительно, что эти «господа положения» не получают никакого отпора нигде и ни в чём. Милиционер ходит, как и все граждане, ничуть не интересуясь этим.— газета «Красная Татария» (17 июня 1930)
В 1920-е годы в ходе празднования сабантуя в «Аркадии» практиковался сбор средств на благотворительные нужды.

Надо отметить, что в первые послереволюционные годы средства, собранные на Сабантуях, шли на благотворительные нужды: для помощи семьям фронтовиков, погорельцев, беспризорным детям. Так, средства, собранные на Сабантуе 1919 года, пошли на покупку подарков татарским воинам-фронтовикам. А собранные на Сабантуе 1922 года — в фонд комиссии помощи голодающим (Помгол ТатЦИКа) и для голодающего студенчества Казани.— Вишленкова Е., Малышева С., Сальникова А.
Также в 1920-е годы в саду «Аркадия» проводились популярные в те годы грандиозные инсценировки с участием большого количества людей, воссоздававшие события Гражданской войны. Например, 25 июня 1924 года в рамках празднования 4-й годовщины создания Татарской АССР здесь состоялась инсценировка «Гибель шестнадцати» с участием военных учебных заведений (анонс об этом событии был опубликован в официальной прессе). Данная инсценировка, в которой принимали участие около тысячи человек, включала в себя батальные сцены с участием кавалерии, сопровождаемые «спецэффектами», в том числе зрелищными взрывами; часть «событий» в рамках сценария проходила на водной глади озера Средний Кабан. Инсценировка «Гибель шестнадцати» ставилась трижды — 15 и 25 июня 1924 года, а также 25 июня 1927 года.
Последние сабантуи в саду «Аркадия» и Чертовом углу проводились в первой половине 1930-х годов, после чего эта территория стала терять привлекательность как место отдыха. Одна из вероятных причин — проблемы с транспортной доступностью (моторные лодки и автобусы даже в дни сабантуя ходили нерегулярно). Кроме того, в 1936 году на месте сада «Русская Швейцария» был открыт Центральный парк культуры и отдыха имени М. Горького, который, обладая хорошей транспортной доступностью, на долгие годы стал главной зоной отдыха и развлечений для казанцев. При этом район сада «Аркадия» также стал терять привлекательность и как дачная территория. В результате к концу 1930-х годов от прежней зоны отдыха и развлечений почти ничего не осталось.